# Maja Wallstein

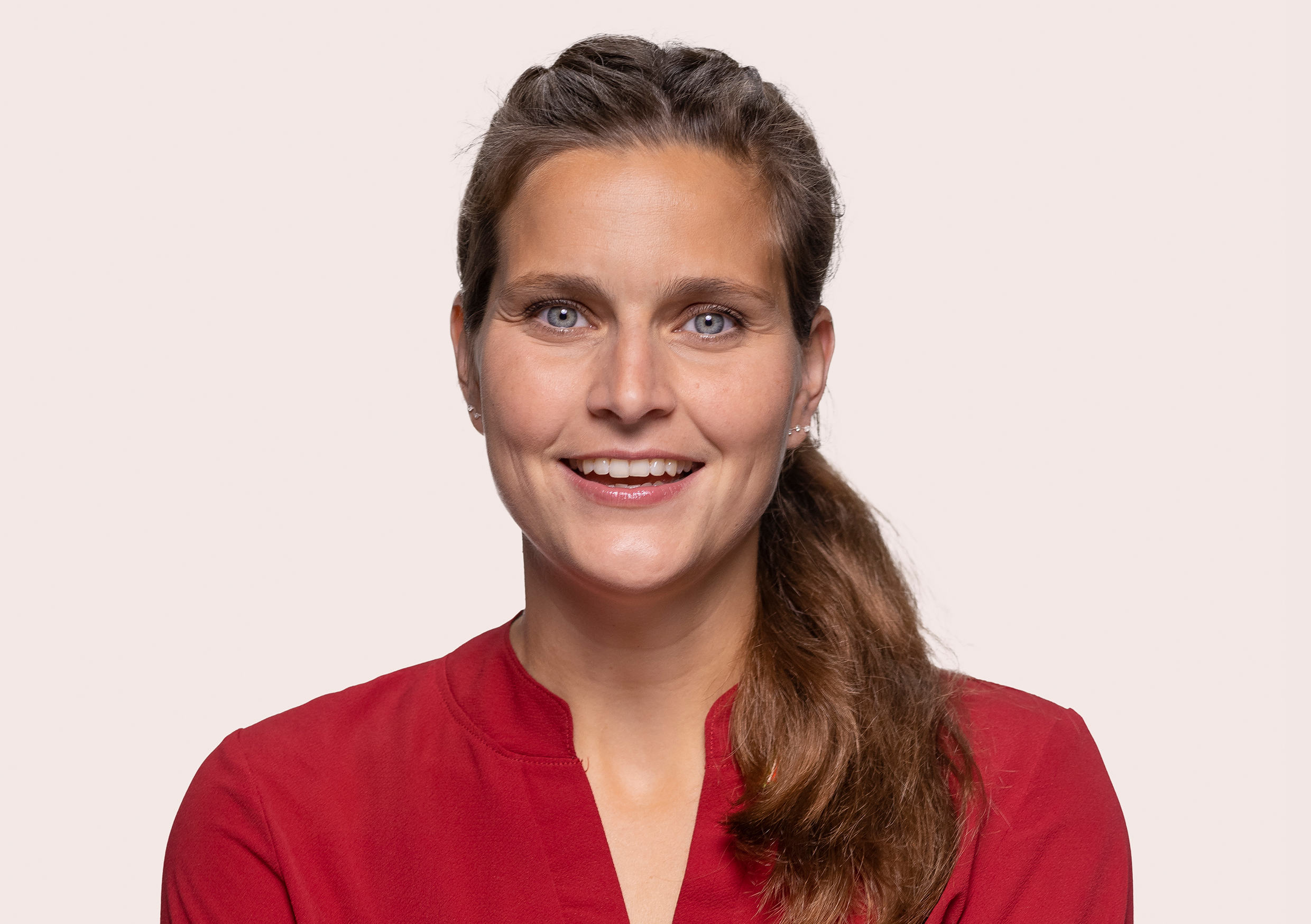
Maja Wallstein (2021)

Maja Scarlett Wallstein (* 18. März 1986 in Cottbus, DDR) ist eine deutsche Politikerin der Sozialdemokratischen Partei Deutschlands (SPD). Sie gewann bei der Bundestagswahl 2021 das Direktmandat im Bundestagswahlkreis Cottbus – Spree-Neiße. Im Rahmen der vorgezogenen Bundestagswahl 2025 zog Wallstein erneut in den Bundestag ein, diesmal über die brandenburgische Landesliste.

## Leben
Wallstein wuchs in Cottbus auf und legte 2005 ihr Abitur am Fürst-Pückler-Gymnasium in Cottbus ab. Nach einem Freiwilligen Sozialen Jahr in einer Seniorenresidenz in Frankreich studierte sie Politik, Verwaltung und Polonistik an der Universität Potsdam und der Jagiellonen-Universität in Krakau und arbeitete für die Helmholtz-Gemeinschaft Deutscher Forschungszentren. In ihrer Freizeit ist sie als Fußballschiedsrichterin aktiv und leitete Spiele in der Landesklasse der Herren sowie Spiele im Fußballkreis Havelland und der Fußball-Regionalliga der Frauen.

## Politik
Bei der Bundestagswahl 2017 verpasste Wallstein auf Platz 7 der Landesliste der SPD Brandenburg den Einzug in den Bundestag. 2019 übernahm Wallstein den Wahlkampf der SPD Brandenburg zur Europawahl 2019, nachdem Spitzenkandidat Simon Vaut zurückgetreten war. Bei der Bundestagswahl 2021 trat Wallstein im Bundestagswahlkreis Cottbus – Spree-Neiße an, gewann diesen mit 27,6 Prozent der Erststimmen und vertritt damit den Wahlkreis 64 (Cottbus – Spree Neiße) im 20. Deutschen Bundestag.
Im 21. Deutschen Bundestag ist Wallstein ordentliches Mitglied des Ausschusses für Digitales und Staatsmodernisierung sowie des Ausschusses für Forschung, Technologie, Raumfahrt und Technikfolgenabschätzung. Darüber hinaus ist sie stellvertretendes Mitglied in den Petitions- und Innenausschüssen.
Im Juni 2025 gehörte Maja Wallstein zu den Erstunterzeichnern eines SPD-internen „Manifests“, in dem ein grundlegender Wandel in der deutschen Sicherheits- und Außenpolitik und eine „behutsame“ Wiederaufnahme von diplomatischen Kontakten zu Russland gefordert werden. Insgesamt unterzeichneten fünf von 120 SPD-Bundestagsabgeordneten das Papier.

## Trivia
Jedes Jahr läuft Wallstein Hunderte Kilometer zu Fuß mit einem Bollerwagen durch ihren Wahlkreis in der Lausitz.